# Martha Fleming & Lyne Lapointe
Martha Fleming & Lyne Lapointe est un collectif d'artiste québécois.

## Biographie
Martha Fleming (née à Toronto en 1958) et Lyne Lapointe (née à Montréal en 1957) ont débuté leur collaboration artistique peu après leur rencontre en 1981 et celle-ci s'étend sur près de quinze ans (1982-1998). Leurs premières oeuvres sont des installations in situ réalisées dans des quartiers marginalisés de Montréal et à l'écart des lieux institutionnels. Elles réaliseront par la suite plusieurs oeuvres installatives à grande échelle dans de nombreuses villes du monde.

## Expositions individuelles
- 1988: Works from La Donna Deliquenta, Atelier Roger Bellemare, Montréal (Québec)
- 1988: New Work, Jack Schainman Gallery, New York, États-Unis
- 1993: Eat Me / Drink Me / Love, Galerie Rochefort, Montréal (Québec)
- 1994: Œuvres de 1997 à 19889[Quand ?] de la collection permanente du Musée des beaux-arts du Canada, Musée des beaux-arts du Canada, Ottawa (Ontario)
- 1995: Martha Fleming & Lyne Lapointe: Works 1984/1994, Susan Hobb Gallery, Toronto (Ontario)
- 1996: Martha Fleming & Lyne Lapointe, Susan Hobb Gallery, Toronto (Ontario)
- 1997: Studiolo: Martha Fleming & Lyne Lapointe,Art Gallery of Windsor, Windsor (Ontario), 12 septembre - 19 octobre
- 1998: Studiolo: Martha Fleming & Lyne Lapointe, exposition mise en circulation par la Art Gallery of Windsor, Musée d'art contemporain de Montréal, Montréal (Québec)

### Œuvres
- 1983: Projet Building / Caserne # 14, caserne de pompier # 14, rue Saint-Dominique, Montréal, 13 - 19 janvier 1983
- 1984: Le Musée des Sciences, ancien bureau de poste, rue Notre-Dame, Montréal, 15 - 26 février 1984
- 1987: La Donna Delinquenta, au Théâtre Corona du quartier Saint-Henri alors laissé à l'abandon, Montréal, 16 mai - 7 juin 1987
- 1988: Botanicus, Techniques mixtes, Collection Musée national des beaux-arts du Québec
- 1989: Eat Me / Drink Me / Love Me, New Museum, New York, États-Unis
- 1990: The Wilds and the Deep réalisé dans le cadre du programme Creative Time au Battery Maritime Building à Manhattan, New York, États-Unis, 25 mai - 24 juin 1990
- 1990-1994: Cabinets de curiosités (Bruxa, Le Cerveau et Le Voyage), Collection Musée national des beaux-arts du Québec[3]
- 1992: Duda, Madrid, Espagne, projet pour une bibliothèque abandonnée dans le parc Emir Mohamed, sous l'égide de Edge 92
- 1992: These the Pearls, Londres, Angleterre, projet pour l'église abandonnée de Saint Paul, Dock Street, sous l'égide Edge 92
- 1994: Materia Prima, Jardin de la maison Dona Yayá, São Paulo, Brésil, présentée dans le cadre de la Biennale de São Paulo
- 1994: The Spirit and The Letter and The Evil Eye, installation in situ au Book Museum of Bayntun's Bookbindery, Bath, Grande-Bretagne
- 1996: Open Book, Dulwich Picture Gallery et The Science Museum, Londres Angleterre
- 1996: The Science Museum, Londres

## Prix et distinctions
1998 - Prix Graff (Ateliers Graff), Montréal